# Amani Hooker
Amani Corvelle Hooker (Minneapolis, 14 giugno 1998) è un giocatore di football americano statunitense che milita nel ruolo di safety per i Tennessee Titans della National Football League (NFL).

## Carriera professionistica

### Tennessee Titans
Hooker fu scelto nel corso del quarto giro (116º assoluto) del Draft NFL 2019 dai Tennessee Titans. Debuttò come professionista subentrando nella gara del primo turno contro i Cleveland Browns senza fare registrare alcuna statistica. Il primo tackle lo mise a segno due settimane dopo contro i Jacksonville Jaguars. La sua stagione da rookie si concluse con 19 placcaggi disputando tutte le 16 partite, nessuna delle quali come titolare.